# SS Arabic (1881)
SS Arabic byl parník společnosti White Star Line vybudovaný v roce 1881 v loděnicích Harland & Wolff v Belfastu. Původně se měl jmenovat Asiatic, ale byl přejmenován na Arabic. Spuštěn na vodu byl 30. 4. 1881 a na svou první plavbu z Liverpoolu do New Yorku se vydal 10. 9. 1881.
Arabic byl ze železa, měl jeden šroub, 4 stožáry, 3 paluby (2 z nich v trupu) a 7 přepážek. Měl parní pohon. Motor byl vybudován v Liverpoolu společností J. Jack & Co. Jeho sesterská loď byl Coptic.
V roce 1890 pyl prodán společnosti Holland America Line a přejmenován na Spaarndam a sloužil na trase Rotterdam - New York. V roce 1901 byl v Prestonu sešrotován.